# Estación Las Torres (Metrocable de Medellín)
La estación Las Torres es la segunda estación de la Línea H del Metrocable de Medellín, de oriente a suroccidente. Fue inaugurada el 17 de diciembre de 2016.

## Diagrama de la estación
| SUELO      |                                                       |           |
|            | Plataforma lateral, las puertas se abren a la derecha |           |
| Suroriente | ← hacia Estación Oriente (Terminal)                   | Occidente |
| Suroriente | → hacia Estación Villa Sierra (Terminal)              | Occidente |
|            | Plataforma lateral, las puertas se abren a la derecha |           |
|            |                                                       |           |

## Horario
| Horarios de estación                          | Lunes a viernes | Sábado | Domingo y festivos |
| --------------------------------------------- | --------------- | ------ | ------------------ |
| Primera Telecabina con dirección Villa Sierra | 04:34           | 04:34  | 09:04              |
| Primera Telecabina con dirección Oriente      | 04:32           | 04:32  | 09:02              |
| Última Telecabina con dirección Villa Sierra  | 22:24           | 22:24  | 21:44              |
| Última Telecabina con dirección Oriente       | 22:22           | 22:22  | 21:42              |